# Galdin
Święty Galdin, właściwie: Galdino Valvassi della Sala (zmarły 18 kwietnia 1176) – biskup Mediolanu.
Kanclerz biskupa Uberta. W sporze papieża z cesarzem stanął po stronie tego pierwszego. W 1166 został kardynałem i biskupem Mediolanu. Odbudowywał zniszczone podczas wojny kościoły. Opiekował się ludźmi bezdomnymi i chorymi. Przeciwstawiał się herezji katarów. Jego relikwie umieszczono w ołtarzu głównym katedry.